# Macroscelides flavicaudatus
Macroscelides flavicaudatus — вид ссавців родини стрибунцевих (Macroscelididae).

## Поширення
Вид поширений у пустелі Наміб на заході Намібії. Трапляється у сухих відкритих місцевостях.

## Опис
Тіло завдовжки 20-23 см, з них на хвіст припадає 10-13 см. Вага 22-46 г.